# Elixier
Ein Elixier, seltener auch Elixir, ist in der Heilkunde ein in Wein oder Alkohol gelöster Auszug (Extrakt) aus Heilpflanzen mit verschiedenen Zusätzen. Aus dem Alchemistenlatein ist der pharmazeutisch-alchemistische Begriff seit dem 13. Jahrhundert als elixir(ium) (Streupulver als Verkörperung des Steins der Weisen, auch Heiltrank) bekannt, welches wiederum aus dem Arabischen als الإكسير / al-iksīr / ‚Arzneidroge das Wesentliche, der Stein‘ entnommen wurde, und sich vom griechischen ξήριον/xēríon (das Trockene, trockenes Heilmittel, Trocken- bzw. Streupulver z. B. zur äußerlichen Wundbehandlung; von xērón, trocken) ableitet.
Im Mittelalter sollte gemäß Gabir ein Elixir angeblich eine Verwandlung unedler Metalle in edle (z. B. Gold, Silber) bewirken. Dieses Elixier (als Quintessenz) galt auch als Allheilmittel und es wurde ihm eine verjüngende oder zumindest lebensverlängernde Wirkung zugeschrieben.
Der Bedeutungswandel des metonymen Terminus „Elixier“ vom Streupulver zum Synonym für „alkoholischer Auszug“ mit lebensverlängernder Wirkung (als „gebranntes Wasser“ bzw. „aqua vitae“) erfolgte mit der Verbreitung des Branntweinbrennens.
Im 19. Jahrhundert war Elixir unter anderem ein Sammelname für zahlreiche Zubereitungen aus Sirupen, meist mit Alkoholzusatz, die zudem angenehm dufteten und schmeckten.
Während die Pharmakopoea universalis von 1845 noch 188 verschiedenen Rezepte für Elixire nennt, findet man im Deutschen Arzneibuch von 1926 nur noch das tonisierende Elixir Aurantii compositum (auch Hoffmannsches Elixir genannt) und das auswurffördernde Elixir e Succo Liquiritiae.

## Heiltrank
Ein Elixir (mittellateinisch auch elixirium) oder Lebenselixier (lateinisch elixir vitae „Elixier des Lebens“) genannter Heiltrank kann durch seinen Gebrauch (je nach Wirksamkeit) einen bestimmten Anteil der körperlichen Kräfte bzw. der Gesundheit (ursprünglich das Verhältnis der Körpersäfte) regenerieren. Beispiele sind der Schwedenbitter, der Melissengeist oder Zubereitungen aus Theriak, dem opiumhaltigen Allheilmittel der Antike und des Mittelalters.
Ein theriakhaltiger Heiltrank war zum Beispiel das von Oswald Croll zu Beginn des 17. Jahrhunderts komponierte Elixir pestilentiale Crolli, dessen Hauptbestandteile Schwefel, Öl und Blätter vom Wacholder, Elemiharz, Engelwurz und eben Theriak waren. Ende des 18. Jahrhunderts wird in Arzneibüchern ein Elixir polychrestum Halense (ein vielseitig wirksames Hallesches Elixir) beschrieben, das auf Daniel Wilhelm Triller zurückgeht und unter anderem ein alle Arten von verdorbenen Körpersäften austreibendes panchymagogum enthält. Ein von dem französischen Kliniker Armand Trouseau (1801–1867) beschriebenes „antiasthmatisches Elixier“, dessen Hauptbestandteil Jodkali war, aber auch ein Dekokt aus Bitterer Kreuzblume und einen Opiumextrakt enthielt, soll seinerzeit vor allem gegen Asthma wirksam gewesen sein. Auch das bereits im 18. Jahrhundert Elixir paregoricum Edinburgense (aus dem schottischen Edinburgh) enthielt neben anderen Zutaten Opium.
Besondere Beachtung erfuhr vom 16. bis zum 19. Jahrhundert das auf Paracelsus beruhende Elixir proprietatis, dessen Grundbestandteile getrockneter Aloesaft („Leberaloe“), Myrrhe, Safran und (mehr oder weniger verdünnter) Alkohol waren. Paracelsus selbst beschrieb 1526 sechs in Art und Wirkung verschiedene Elixiere, die vor allem lange Destillier- und Digerierzeiten gemeinsam haben:
- Elixir balsami
- Elixir salis
- Elixir dulcedinis
- Elixir quintae essentiae
- Elixis subtilitatis
- Elixir proprietatis

## Zaubertrank
In Märchen und der Fantasyliteratur sowie in Rollenspielen spielen Elixiere oft eine wichtige Rolle, sei es als einfacher Heiltrank, als Zaubertrank oder gar als Elixier des Lebens oder Elixier der ewigen Jugend. Ein solches Elixier findet sich in dem 1814/15 entstandenen Roman Die Elixiere des Teufels von E. T. A. Hoffmann.
Er wird von magiekundigen Personen – beispielsweise Hexen, Magiern oder Druiden – zubereitet, um besonders starke Zauberkräfte zu erlangen oder dem Anwender (bzw. Opfer, bei unwissentlicher Einnahme) bestimmte Vorteile (bzw. Nachteile) zu verschaffen.